# Luigi Beccali
Luigi Beccali (ur. 19 listopada 1907 w Mediolanie, zm. 29 sierpnia 1990 w Rapallo) – włoski lekkoatleta średniodystansowiec, mistrz olimpijski.

## Kariera sportowa
Początkowo wahał się między uprawianiem kolarstwa i lekkiej atletyki, ale za namową swego trenera wybrał tę drugą dyscyplinę.
Startował w biegu na 1500 metrów na igrzyskach olimpijskich w 1928 w Amsterdamie, ale nie wszedł do finału. Natomiast na igrzyskach olimpijskich w 1932 w Los Angeles zdobył złoty medal na tym dystansie, wyprzedzając Brytyjczyka Jerry’ego Cornesa i Kanadyjczyka Phila Edwardsa oraz ustanawiając rekord olimpijski wynikiem 3:51,2. Na podium jako pierwszy sportowiec wzniósł rękę w faszystowskim pozdrowieniu.
9 września 1933 w Turynie wyrównał należący do Julesa Ladoumègue’a rekord świata w biegu na 1500 metrów czasem 3:49,2, a 17 września tego roku w Mediolanie poprawiał ten rekord  uzyskując czas 3:49,0; ustanowił także rekord świata na 1000 jardów czasem 2:10,0 (4 listopada 1933 w Mediolanie). Zdobył złoty medal w biegu na 1500 metrów na mistrzostwach Europy w 1934 w Turynie, przed Miklósem Szabó i Rogerem Normandem z Francji. Na igrzyskach olimpijskich w 1936 w Berlinie zdobył brązowy medal na tym dystansie (za Nowozelandczykiem Jackiem Lovelockiem i Amerykaninem Glennem Cunninghamem), podobnie jak na mistrzostwach Europy w 1938 w Paryżu, za Brytyjczykiem Sydneyem Woodersonem i Belgiem Josephem Mostertem.
Był mistrzem Włoch w biegu na 1500 metrów w latach 1928–1931, 1934-1936 i 1938, w biegu na 800 metrów w 1931, w biegu na 5000 metrów w 1935, w sztafecie 4 × 800 metrów w 1931, w sztafecie 4 × 1500 metrów w 1932, 1935 i 1936 oraz w sztafecie olimpijskiej w 1932.
Siedmiokrotnie poprawiał rekord Włoch w biegu na 1500 metrów do wspomnianego wyżej wyniku 3:49,0 z 1933 (który przetrwał jako rekord Włoch do 1956). Był również rekordzistą swego kraju w biegu na 800 metrów z czasem 1:50,6, uzyskanym 24 września 1933 we Florencji.
Po zakończeniu kariery sportowej wyemigrował do Stanów Zjednoczonych. Zmarł w Daytona Beach na Florydzie.